# 立石港 (香川県)
立石港（たていしこう）は、香川県高松市屋島東町にある港湾。地方港湾に指定されている。港湾管理者は高松市。

## 概要
高松市の東端にあたる屋島のたもとにある。